# Artistas número um na Social 50

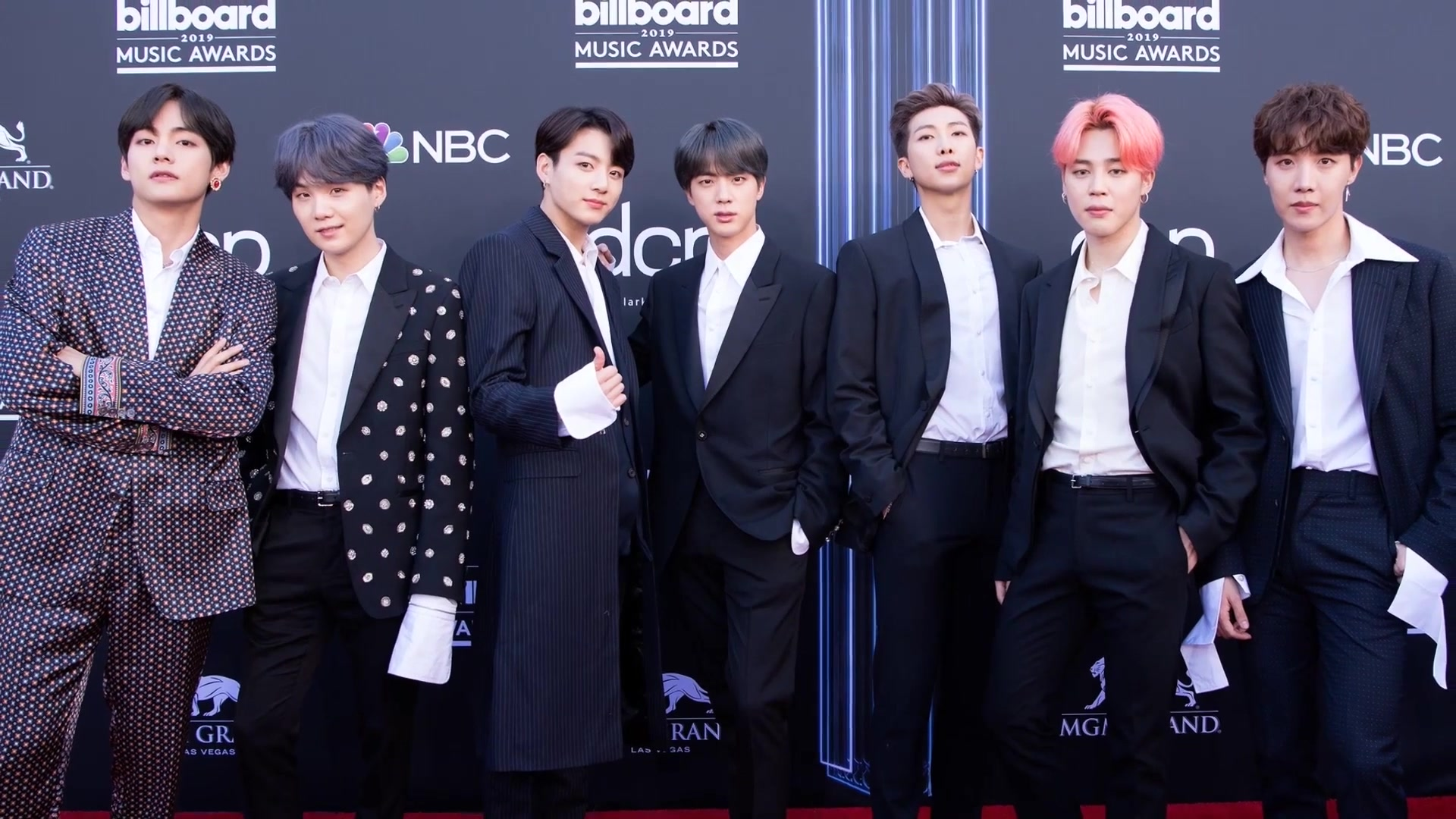
O recorde de semanas no topo do gráfico pertence à boy band sul-coreana BTS, com 210 no total. Entre julho de 2017 e dezembro de 2020, o grupo isolou-se na liderança da tabela com 180 semanas totalizadas.

A Billboard Social 50 é um gráfico que classifica a popularidade dos artistas musicais nas redes sociais mais importantes de todo o mundo. Seus dados são publicados pela revista Billboard e compilados pelo provedor Next Big Sound, que baseia-se coletivamente na a popularidade semanal de cada artista, fãs e seguidores, juntamente com visitas ao seu site oficial e aos seus vídeos. Bill Werde, diretor editorial da revista, chamou o gráfico de "mais um passo" em sua evolução e uma "mudança importante aos nossos tempos". Inicialmente, a tabela apenas recuperava dados do YouTube, Vevo, Facebook, Twitter, MySpace e iLike para criar a tabela, mas, em novembro de 2012, foi expandido e passou a incluir dados do SoundCloud e Instagram. Em junho de 2015, começou a contar a popularidade dos artistas no Tumblr e Vine.
A Billboard Social 50 foi lançada em 11 de dezembro de 2010 e a primeira artista a alcançar a liderança no gráfico foi a cantora barbadiana Rihanna. Como recordista na tabela, a boy band sul-coreana BTS passou 210 semanas na liderança da tabela, ocupando o primeiro lugar desde 29 de julho de 2017. Anteriormente, o recorde pertencia ao intérprete canadense Justin Bieber, com 163 semanas totalizadas. A artista norte-americana Taylor Swift, ocupa o terceiro lugar com maior número de semanas, tendo liderado o gráfico por 28 semanas desde a sua criação. Após sua morte, em 9 de dezembro de 2012, Jenni Rivera se tornou a primeira artista a alcançar o topo do coluna postumamente. Desde o seu lançamento, apenas 20 artistas alcançaram o primeiro lugar na Billboard Social 50. Rivera, Skrillex e Justin Timberlake alcançaram o topo do gráfico por uma única semana. Em 26 de dezembro de 2021, a Billboard anunciou a pausa do gráfico por período indeterminado para realizar uma transição em seu sistema de dados.

## Artistas

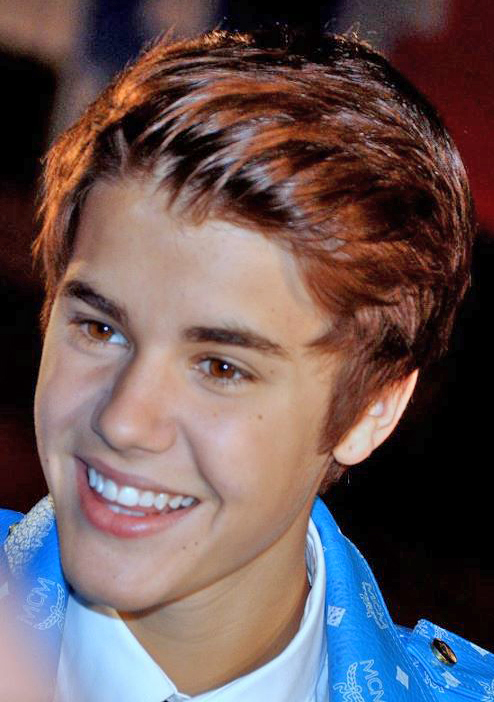
Justin Bieber é o segundo cantor com mais tempo na primeira posição da Billboard Social 50, com 163 semanas desde então.

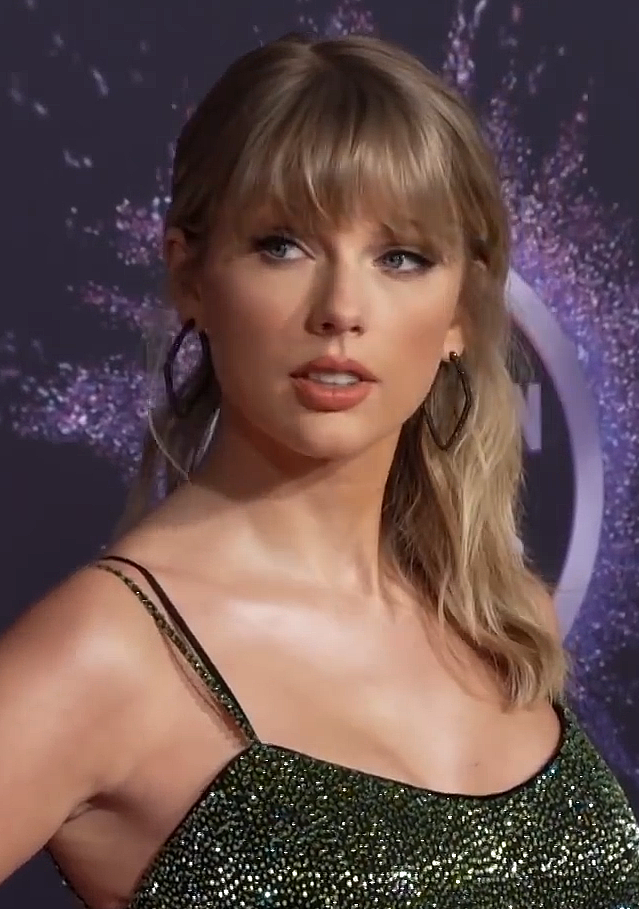
Taylor Swift é a terceira artista que mais permaneceu na primeira colocação do gráfico, com 28 semanas totalizadas.

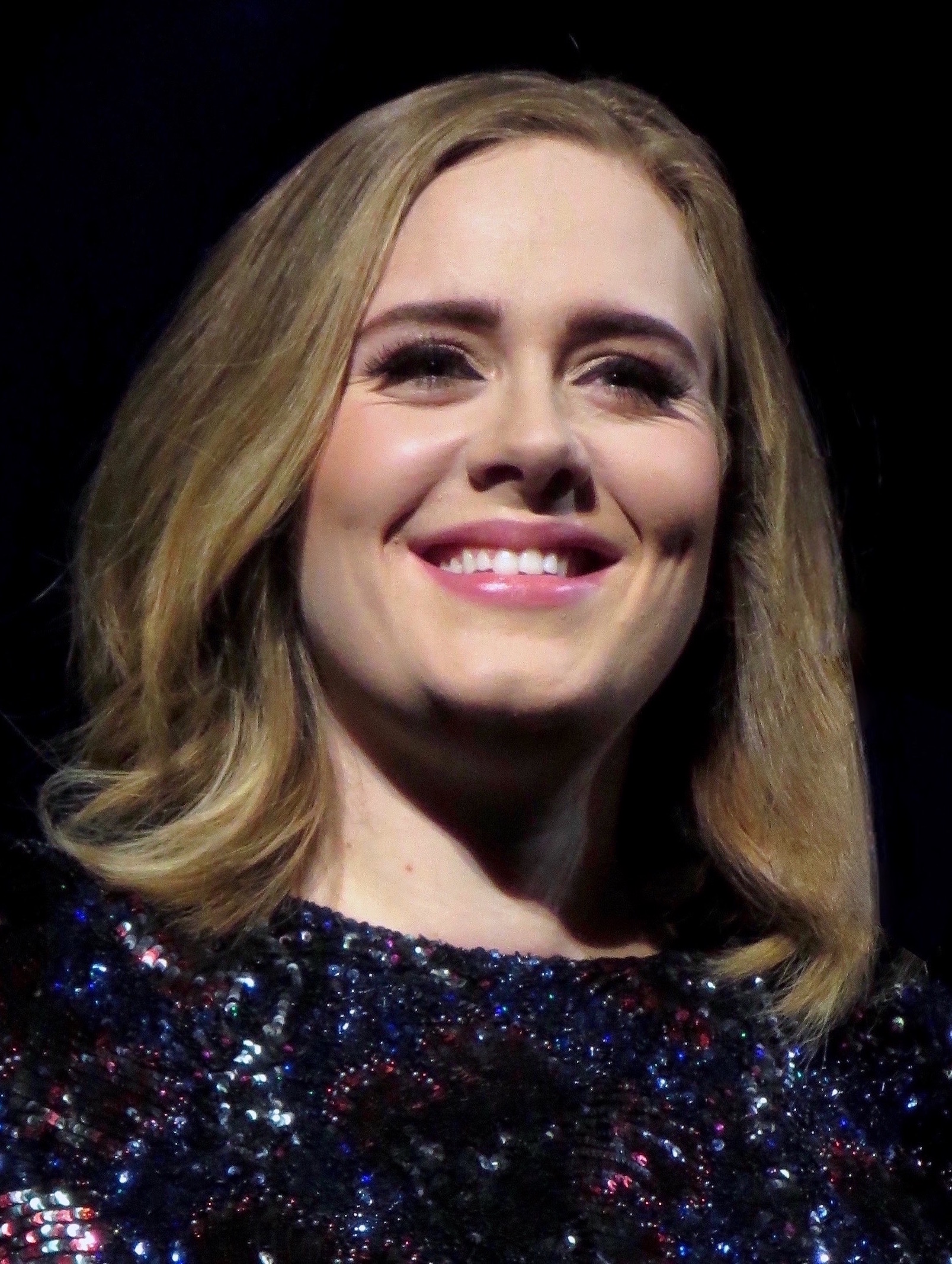
Adele permaneceu na liderança da coluna por 11 semanas consecutivas.

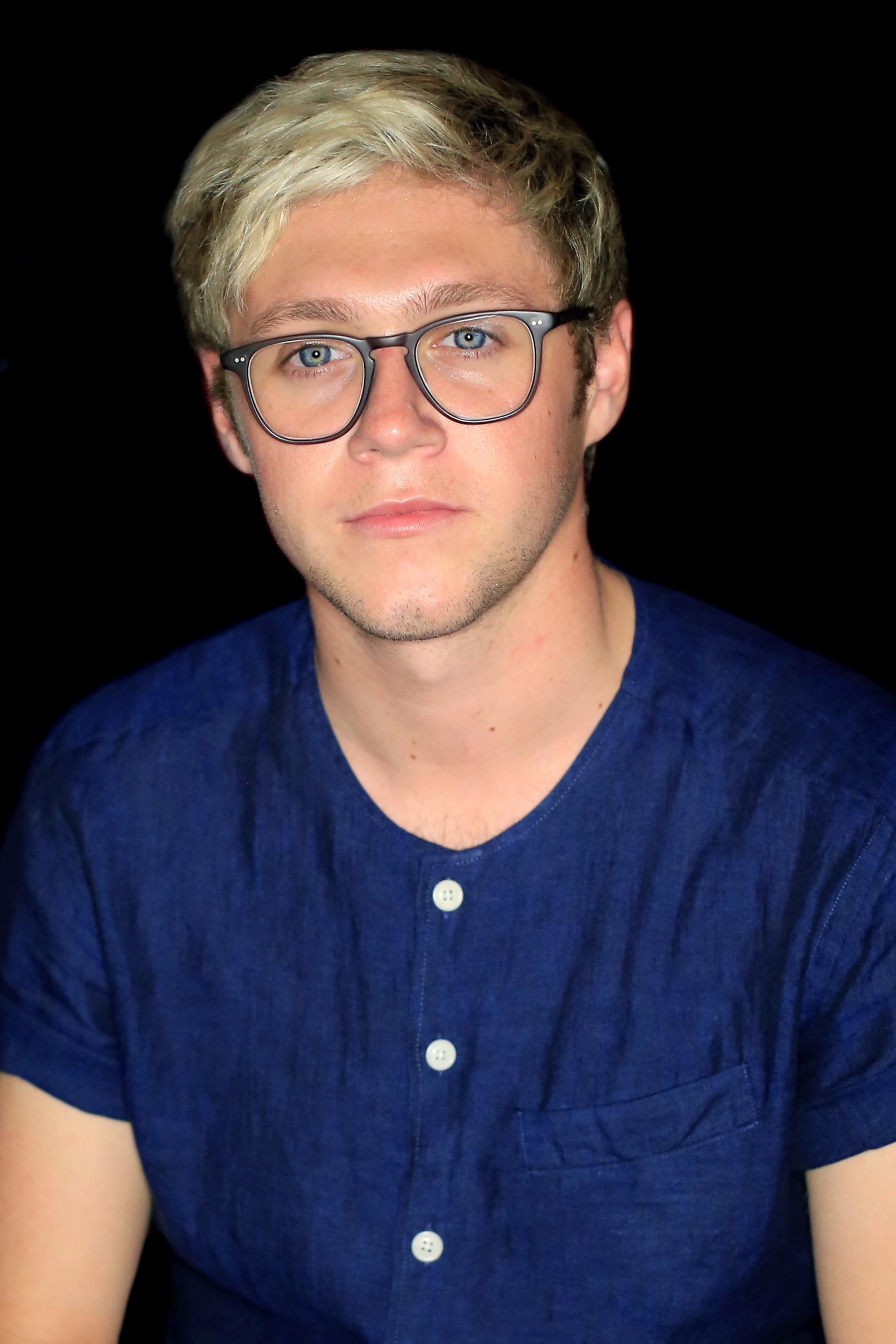
Niall Horan é o único irlandês a ocupar o topo da tabela, com 2 semanas totais.

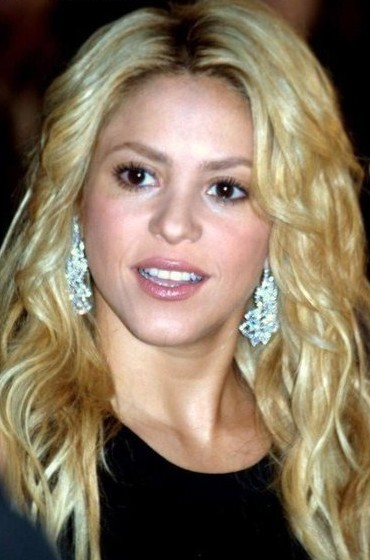
Shakira é a única intérprete colombiana a dominar a Social 50, com uma soma de 7 semanas.

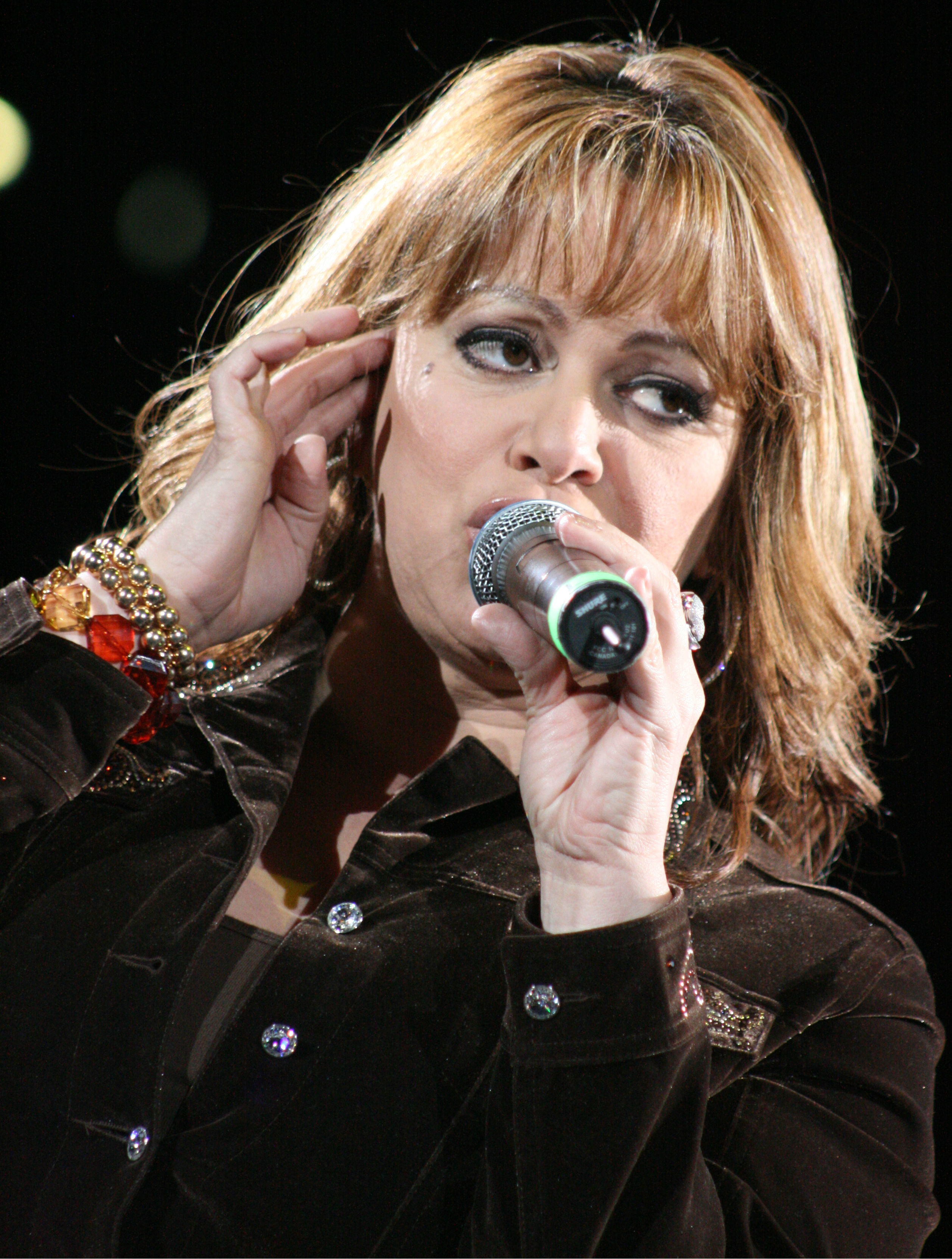
Jenni Rivera foi a única artista a alcançar o topo do gráfico postumamente.

| Nº | Contagem por artista diferente      |
| re | Artista retornou a primeira posição |

| Nº | Artista             | Alcançou a liderança em | Semanas em número um | Ref.    |
| -- | ------------------- | ----------------------- | -------------------- | ------- |
| 1  | Rihanna             | 11 de dezembro de 2010  | 1                    | [ 15 ]  |
| 2  | The Black Eyed Peas | 18 de dezembro de 2010  | 2                    | [ 16 ]  |
| re | Rihanna             | 1 de janeiro de 2011    | 3                    | [ 17 ]  |
| 3  | Justin Bieber       | 22 de janeiro de 2011   | 4                    | [ 18 ]  |
| re | Rihanna             | 19 de fevereiro de 2011 | 1                    | [ 19 ]  |
| 4  | Lady Gaga           | 26 de fevereiro de 2011 | 1                    | [ 20 ]  |
| re | Justin Bieber       | 5 de março de 2011      | 2                    | [ 21 ]  |
| re | Lady Gaga           | 19 de março de 2011     | 5                    | [ 22 ]  |
| re | Justin Bieber       | 23 de abril de 2011     | 4                    | [ 23 ]  |
| re | Lady Gaga           | 21 de maio de 2011      | 5                    | [ 24 ]  |
| re | Justin Bieber       | 25 de junho de 2011     | 3                    | [ 25 ]  |
| 5  | Selena Gomez        | 16 de julho de 2011     | 1                    | [ 26 ]  |
| re | Justin Bieber       | 23 de julho de 2011     | 1                    | [ 27 ]  |
| re | Rihanna             | 30 de julho de 2011     | 1                    | [ 28 ]  |
| re | Justin Bieber       | 6 de agosto de 2011     | 24                   | [ 29 ]  |
| 6  | Adele               | 21 de janeiro de 2012   | 11                   | [ 30 ]  |
| re | Rihanna             | 7 de abril de 2012      | 1                    | [ 31 ]  |
| re | Justin Bieber       | 14 de abril de 2012     | 7                    | [ 32 ]  |
| re | Rihanna             | 2 de junho de 2012      | 5                    | [ 33 ]  |
| 7  | Katy Perry          | 7 de julho de 2012      | 1                    | [ 34 ]  |
| re | Rihanna             | 14 de julho de 2012     | 2                    | [ 35 ]  |
| 8  | Skrillex            | 28 de julho de 2012     | 1                    | [ 36 ]  |
| re | Rihanna             | 4 de agosto de 2012     | 1                    | [ 37 ]  |
| re | Justin Bieber       | 11 de agosto de 2012    | 2                    | [ 38 ]  |
| re | Rihanna             | 25 de agosto de 2012    | 1                    | [ 39 ]  |
| 9  | Taylor Swift        | 1 de setembro de 2012   | 1                    | [ 40 ]  |
| 10 | Psy                 | 8 de setembro de 2012   | 10                   | [ 41 ]  |
| 11 | One Direction       | 17 de novembro de 2012  | 1                    | [ 42 ]  |
| re | Justin Bieber       | 24 de novembro de 2012  | 1                    | [ 43 ]  |
| re | One Direction       | 1 de dezembro de 2012   | 1                    | [ 44 ]  |
| re | Rihanna             | 8 de dezembro de 2012   | 2                    | [ 45 ]  |
| re | Justin Bieber       | 22 de dezembro de 2012  | 1                    | [ 46 ]  |
| 12 | Jenni Rivera        | 29 de dezembro de 2012  | 1                    | [ 47 ]  |
| re | Justin Bieber       | 5 de janeiro de 2013    | 5                    | [ 48 ]  |
| 13 | Shakira             | 9 de fevereiro de 2013  | 1                    | [ 49 ]  |
| 14 | Beyoncé Knowles     | 16 de fevereiro de 2013 | 2                    | [ 50 ]  |
| re | Rihanna             | 2 de março de 2013      | 2                    | [ 51 ]  |
| re | Justin Bieber       | 16 de março de 2013     | 3                    | [ 52 ]  |
| 15 | Justin Timberlake   | 6 de abril de 2013      | 1                    | [ 53 ]  |
| re | Justin Bieber       | 13 de abril de 2013     | 1                    | [ 54 ]  |
| re | Taylor Swift        | 20 de abril de 2013     | 1                    | [ 55 ]  |
| re | Rihanna             | 27 de abril de 2013     | 1                    | [ 56 ]  |
| re | Psy                 | 4 de maio de 2013       | 1                    | [ 57 ]  |
| re | Justin Bieber       | 11 de maio de 2013      | 8                    | [ 58 ]  |
| re | One Direction       | 6 de julho de 2013      | 1                    | [ 59 ]  |
| re | Justin Bieber       | 13 de julho de 2013     | 5                    | [ 60 ]  |
| re | One Direction       | 10 de agosto de 2013    | 2                    | [ 61 ]  |
| re | Justin Bieber       | 24 de agosto de 2013    | 1                    | [ 62 ]  |
| re | One Direction       | 31 de agosto de 2013    | 3                    | [ 63 ]  |
| re | Katy Perry          | 21 de setembro de 2013  | 1                    | [ 64 ]  |
| 16 | Miley Cyrus         | 28 de setembro de 2013  | 6                    | [ 65 ]  |
| re | Katy Perry          | 9 de novembro de 2013   | 1                    | [ 66 ]  |
| re | Miley Cyrus         | 16 de novembro de 2013  | 6                    | [ 67 ]  |
| re | Beyoncé Knowles     | 28 de dezembro de 2013  | 1                    | [ 68 ]  |
| re | Justin Bieber       | 4 de janeiro de 2014    | 1                    | [ 69 ]  |
| re | Miley Cyrus         | 11 de janeiro de 2014   | 4                    | [ 70 ]  |
| re | Shakira             | 8 de fevereiro de 2014  | 6                    | [ 71 ]  |
| re | Justin Bieber       | 22 de março de 2014     | 17                   | [ 72 ]  |
| re | Miley Cyrus         | 19 de julho de 2014     | 1                    | [ 73 ]  |
| re | Justin Bieber       | 26 de julho de 2014     | 8                    | [ 74 ]  |
| re | Miley Cyrus         | 20 de setembro de 2014  | 1                    | [ 75 ]  |
| re | Justin Bieber       | 27 de setembro de 2014  | 2                    | [ 76 ]  |
| re | Miley Cyrus         | 11 de outubro de 2014   | 3                    | [ 77 ]  |
| re | Justin Bieber       | 1 de novembro de 2014   | 1                    | [ 78 ]  |
| re | Selena Gomez        | 8 de novembro de 2014   | 1                    | [ 79 ]  |
| re | Justin Bieber       | 15 de novembro de 2014  | 1                    | [ 80 ]  |
| 17 | Ariana Grande       | 22 de novembro de 2014  | 1                    | [ 81 ]  |
| re | Justin Bieber       | 29 de novembro de 2014  | 1                    | [ 82 ]  |
| re | Ariana Grande       | 6 de dezembro de 2014   | 3                    | [ 83 ]  |
| re | Taylor Swift        | 27 de dezembro de 2014  | 8                    | [ 84 ]  |
| re | Ariana Grande       | 21 de fevereiro de 2015 | 1                    | [ 85 ]  |
| re | Taylor Swift        | 28 de fevereiro de 2015 | 9                    | [ 86 ]  |
| re | Ariana Grande       | 2 de maio de 2015       | 1                    | [ 87 ]  |
| re | Taylor Swift        | 9 de maio de 2015       | 6                    | [ 88 ]  |
| re | Ariana Grande       | 20 de junho de 2015     | 1                    | [ 89 ]  |
| re | Taylor Swift        | 27 de junho de 2015     | 1                    | [ 90 ]  |
| re | Justin Bieber       | 4 de julho de 2015      | 1                    | [ 91 ]  |
| re | Taylor Swift        | 11 de julho de 2015     | 2                    | [ 92 ]  |
| re | Justin Bieber       | 25 de julho de 2015     | 56                   | [ 93 ]  |
| re | Ariana Grande       | 20 de agosto de 2016    | 1                    | [ 94 ]  |
| re | Justin Bieber       | 27 de agosto de 2016    | 1                    | [ 95 ]  |
| re | Ariana Grande       | 3 de setembro de 2016   | 4                    | [ 96 ]  |
| 18 | Shawn Mendes        | 1 de outubro de 2016    | 2                    | [ 97 ]  |
| 19 | Niall Horan         | 15 de outubro de 2016   | 2                    | [ 98 ]  |
| 20 | BTS                 | 29 de outubro de 2016   | 2                    | [ 99 ]  |
| re | Ariana Grande       | 12 de novembro de 2016  | 2                    | [ 100 ] |
| re | BTS                 | 26 de novembro de 2016  | 1                    | [ 101 ] |
| re | Ariana Grande       | 3 de dezembro de 2016   | 1                    | [ 102 ] |
| re | BTS                 | 10 de dezembro de 2016  | 3                    | [ 103 ] |
| re | Ariana Grande       | 31 de dezembro de 2016  | 1                    | [ 104 ] |
| re | BTS                 | 7 de janeiro de 2017    | 3                    | [ 105 ] |
| re | Ariana Grande       | 28 de janeiro de 2017   | 1                    | [ 106 ] |
| re | BTS                 | 4 de fevereiro de 2017  | 8                    | [ 107 ] |
| re | Justin Bieber       | 1 de abril de 2017      | 1                    | [ 108 ] |
| re | BTS                 | 8 de abril de 2017      | 11                   | [ 109 ] |
| re | Ariana Grande       | 24 de junho de 2017     | 1                    | [ 110 ] |
| re | BTS                 | 1 de julho de 2017      | 1                    | [ 111 ] |
| re | Justin Bieber       | 8 de julho de 2017      | 1                    | [ 112 ] |
| re | BTS                 | 15 de julho de 2017     | 1                    | [ 113 ] |
| re | Justin Bieber       | 22 de julho de 2017     | 1                    | [ 114 ] |
| re | BTS                 | 29 de julho de 2017     | 180                  | [ 115 ] |